# Когалым (городской округ)
Когалым или город Когалым — административно-территориальная единица (город окружного значения) и муниципальное образование (городской округ) в составе Ханты-Мансийского автономного округа — Югры Российской Федерации.
Административный центр — город Когалым.

## История
Статус и границы городского округа установлены Законом Ханты-Мансийского автономного округа — Югры от 25 ноября 2004 года № 63-оз «О статусе и границах муниципальных образований Ханты-Мансийского автономного округа — Югры»
Когалым — небольшой город в северной части ХМАО Тюменской области, который расположен на реках Ингуягун и Кирилл-Высъягун. Площадь населенного пункта составляет 20,5 квадратных километров.
Название города переводится c родного языка местного населения как «болото», "гиблое место ". На территории города располагается городообразуещее предприятие ТПП Лукойл-Когалымнефтегаз, которое входит в состав головного предприятия ОАО «ЛУКОЙЛ-Западная Сибирь». Стоит отметить, что название Лукойл образовалось от заглавных букв нефтяных городов Лангепаса, Урая и Когалыма.
С 1982 по 1999 год в Когалыме трудился президент компании Лукойл Вагит Алекперов. Строительство Когалыма началось в 1971 году после открытия Тевлинско-Русскинского, Повховского, Ватьёганского месторождений.
В 1980-е поселок очень быстро развивался: В 1981-м — сдан первый кирпичный дом, в 1982-м — первая аптека, в 1988-м — первый кинотеатр. В августе 1985 поселок получил статус города, а спустя год появилась первая городская газета.
В начале 2000-го открылся ледовый дворец с искусственным льдом, центр молодежи Метро. В недалеком будущем в Когалыме должны появится скалодром, каток, боулинг, аквапарк, кинотеатр, и другие социально-культурные объекты.

## Состав
| № | Населённый пункт | Тип населённого пункта        | Население |
| - | ---------------- | ----------------------------- | --------- |
| 1 | Когалым          | город, административный центр | ↘61 441   |
| 2 | Ортъягун         | посёлок                       | ↗425      |

Суммарная численность жителей на 2016 год составила 63,3 тысячи человек. Данные с графика показывают уверенный рост численности населения с 57800 человек в 2006 году до 63334 человек в 2016 году.
Национальный состав Когалыма: русские — 57,8 %, украинцы — 9,9 %, татары — 9,1 %, азербайджанцы — 3,8 %, башкиры — 3,6 %, кумыки — 2 %, молдаване — 1,6 %, чеченцы — 1,6 %, чуваши — 1 %, аварцы — 1 %, остальные — 4,8 %.

## Население
| 2002    | 2009    | 2010    | 2011    | 2012    | 2013    | 2014    |
| ------- | ------- | ------- | ------- | ------- | ------- | ------- |
| 55 632  | ↗59 276 | ↘58 337 | ↗58 617 | ↗58 944 | ↗60 134 | ↗61 146 |
| 2015    | 2016    | 2017    | 2018    | 2019    | 2020    | 2021    |
| ↗62 328 | ↗63 476 | ↗64 846 | ↗66 373 | ↗66 864 | ↗67 872 | ↘61 866 |

## Климат
В Когалыме преобладает резко континентальный климат. Зимы продолжительные и суровые. Лето короткое и прохладное. В летний период жителей города одолевает сибирская мошка. Самый тёплый месяц июль — средняя температура 17 °C, самый холодный месяц январь — средняя температура 22 °C. Среднее годовое количество осадков — 552 мм.

## Достопримечательности Когалыма
1.Ледовый дворец «Айсберг» — прекрасное место для отдыха жителей и гостей города. Дворец вмещает около 1000 зрителей.
2.Молодежный центр «Метро» — досуговый комплекс, который был основан в 2000 году.
3.Когалымская «Капля жизни» — интересный монумент, показывающий что нефть стала причиной возникновения города.
4.Памятники Церетели Капля жизни — 6 метровый памятник, который символизируют нефть. Летопись россии — памятник в виде большой стопки исторических книг.
5.Музейно-выставочный центр — в этом культурном месте собраны предметы, которые помогут понять как была устроена жизнь целого региона.

## Транспорт
В городе находится свой аэропорт Когалым, который был лишен статуса международного в 2011 году. Городской транспорт представлен 8 автобусными маршрутами.
№ 1 — ул. Олимпийская — Дружбы Народов.
№ 2 — Дружбы Народов — КЦТБ.
№ 3 — СУ-78-ВМУ — Дружбы Народов.
21
№ 4 — ТК Миллениум — ул. Олимпийская.
№ 7 — Аэропорт — Дружбы Народов.
№ 8 — Средняя школа 7 — ЛД Айсберг.